# Заир (радио-емисија)
Заир (скраћено од закон акције и реакције) је радио-емисија Зорана Модлија.

## Концепт
Главни и договорни уредник Зоран Модли је главни организатор, водитељ и технички реализатор свих епизода којих је до 2011. године настало нешто испод 600. Иако се ради о индивидуалном пројекту, окружен је већом групом сарадника, што из месечне техничке штампе, тако и из других радио и телевизијских емисија и наравно веб-сајтова.
Концепт емисије је колаж углавном редовних рубрика, пет то десет минута гласа са обавезном музичком паузом, све заједно то задовољство траје око два сата. Већина информација се преноси у обрађеном облику из многобројних светских и домаћих извора. Поред тога и сам Зоран Модли као и неколико колумниста пише и оригинални садржај посебно посвећен баш Заиру.
Емисија је ведрог карактера, свака вест је пропраћена досетком или шалом и брзом римом-разбибригом. Заир је, како сам уредник каже, забавно-образовна емисија. Емисија има чак 5 начина слушања у зависности од типа слушаоца: преко земаљског радија, Беотел радија, ауторове интернетске странице или Епловог подкаст система. И једно и друго садрже прегршт запакованих прошлих емисија, укључујући и најновију у МП3 или WMA Windows Media Audio формату. Ако се користи Ајтјунс, може се аутоматски пребацити на џепни музички уређај за дигитални садржај. Садржај се такође можее преузети и са портала МојЗагреб.инфо портал.

## Историја
Идеја стварања емисије заживела је још крајем деведесетих када је Зоран Модли почео да крстари интернет пространствима, уз помоћ српског интернет провајдера Беотел нета. Аутор је дошао на идеју да се премести из државних станица Радио Београда и да отвори нови, потпуно слободни и модерни интернет радио, па у договору са Беотел нетом отвара се Беотел радио. Са београдске Двестадвојке, почетком 21. века, све прелази на интернет радио и на прегршт локалних радио-станица широм Србије, док ће се на Епл ајтјунс појавити 2011. године.